# Union agricole du Transvaal
L'Union agricole du Transvaal d'Afrique du Sud (Transvaal Agricultural Union of South Africa en anglais ou Transvaalse Landbou Unie en afrikaans - TAU SA ou TLU SA en acronyme) est un syndicat agricole de fermiers commerciaux d'Afrique du Sud. Fondé en 1897 au Transvaal, son objectif principal est de protéger les droits de propriété privée et la sécurité des agriculteurs sud-africains. Ses membres affiliés sont majoritairement voire essentiellement des Afrikaners. 
Si le TAU SA est à l'origine une organisation exclusivement réservée aux agriculteurs de la région du Transvaal (soit aujourd'hui principalement 4 provinces sud-africaines), de nombreux agriculteurs d'autres provinces sud-africaines se sont affiliés, notamment ceux de la province de l'État-Libre. Le syndicat est notamment hostile à la politique de Black Economic Empowerment, à une réforme agraire sans indemnisation des fermiers ou à d'autres propositions visant à donner des droits fonciers substantiels aux salariés des exploitations agricoles.
Le président national est Henry Geldenhuys depuis septembre 2020. Le siège social du syndicat est situé depuis 1970 à Silverton (en), une banlieue de Pretoria.
Le TAU SA/TLU SA compte également sept présidents de district dans tout le pays.

## Historique
L'Union agricole du Transvaal a été créée le 29 septembre 1897 dans l'ancienne république sud-africaine du Transvaal, s'est maintenu après la seconde guerre des Boers et a joué un rôle déterminant en 1904 dans la création de l'Union agricole sud-africaine (SALU) devenu plus tard AgriSA.
Refusant notamment de se restructurer après 1994 pour correspondre aux nouvelles provinces sud-africaines, l'Union agricole du Transvaal s'est désaffilié de Agri SA et, en 2000, a étendu son activité à l'ensemble de l'Afrique du Sud et changé sa dénomination officielle pour prendre celle de son acronyme TAU SA (en anglais) . Plusieurs associations locales de fermiers sont affiliés à TAU SA. 
Le TAU SA est particulièrement actif sur le sujet des attaques de fermes en Afrique du Sud et publie ses propres statistiques sur le nombre d'incidents et de meurtres,,.